# Trois jardins les plus célèbres du Japon
| \| Kenroku-en Kōraku-en Kairaku-en \| Les trois jardins les plus célèbres du Japon. |
| Kenroku-en Kōraku-en Kairaku-en                                                     |

Les trois jardins les plus célèbres du Japon (日本三名園, Nihon sanmeien, ou « trois plus beaux jardins du Japon ») sont le Kenroku-en à Kanazawa, le Kōraku-en à Okayama et le Kairaku-en à Mito.

## Description

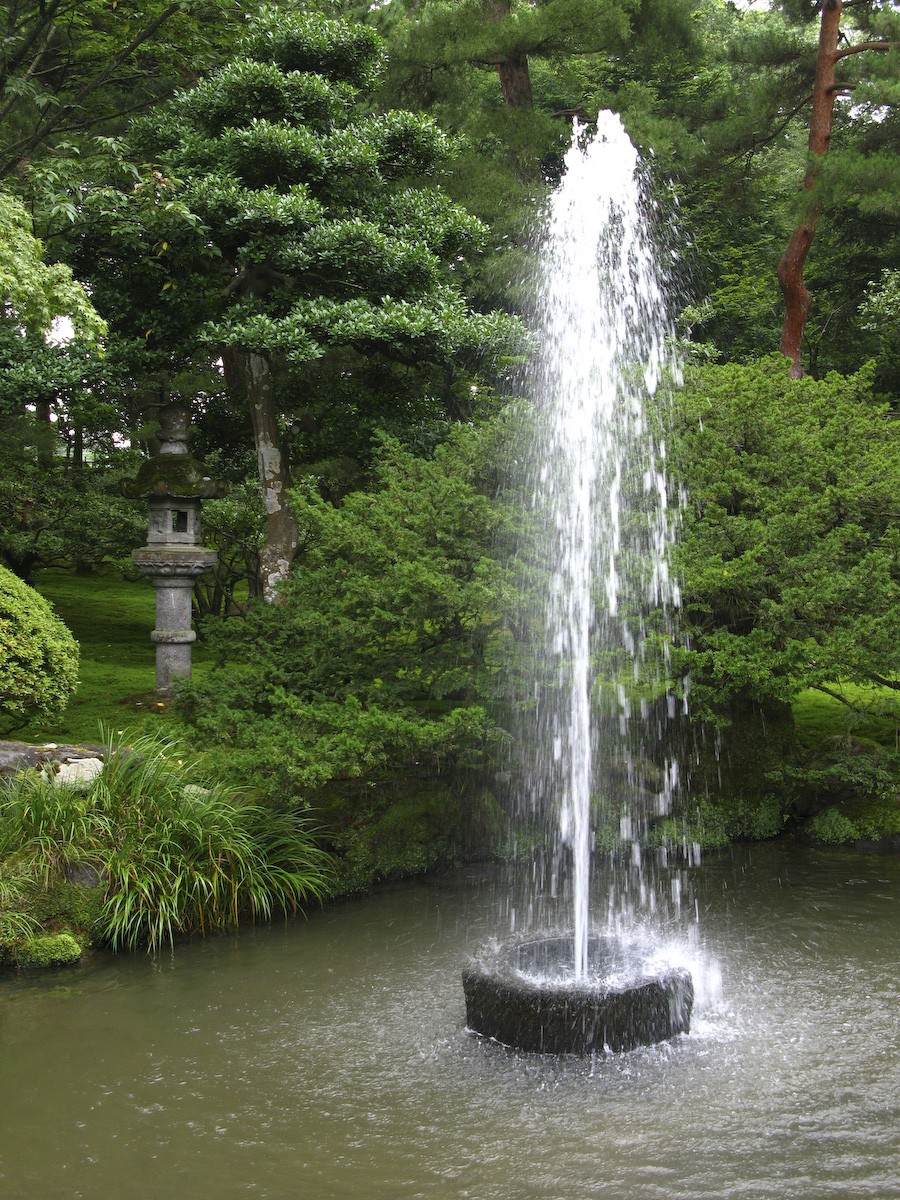
La plus ancienne fontaine du Japon au Kenroku-en.

Ces trois jardins sont de style kaiyū (回遊式, kaiyū-shiki, « style circuit »), c'est-à-dire qu'ils s'admirent en marchant dans leurs allées, et non pas en restant assis dans une demeure.
Le Kenroku-en (兼六園, « jardin des six attributs ») a été développé des années 1620 aux années 1840 par la famille Maeda, les dirigeants de l'ancienne province de Kaga.
Le jardin Kōraku-en (後楽園庭園, Kōrakuen Teien) a été construit en 1700 à la demande de Ikeda Tsunamasa, daimyo d'Okayama. Il a pris sa forme actuelle en 1863.
Le Kairaku-en (偕楽園) est né en 1841 sous les ordres de Tokugawa Nariaki.